# 이윤재 (아나운서)
이윤재(李允宰, 1961년 2월 4일 ~ )는 대한민국의 전 아나운서다.

## 학력
- 대신고등학교
- 한국외국어대학교 학사
- 연세대학교 언론홍보대학원 석사
- 건국대학교 대학원 경영공학 박사

## 경력
| 연도        | 사항                                         |
| ----------- | -------------------------------------------- |
| 1984        | 춘천MBC 아나운서 입사                        |
| 1986 ~ 2023 | MBC 공채 아나운서 입사                       |
| -           | MBC 아나운서국 아나운서1부 차장              |
| -           | MBC 아나운서국 아나운서2부 부장              |
| -           | MBC 아나운서국 아나운서1부 부장              |
| -           | MBC 아나운서국 부장                          |
| 2014.1      | MBC 공정방송노동조합 위원장                  |
| -           | 인천가톨릭대학교 문화예술콘텐츠학과 겸임교수 |

## 텔레비전

### TV
- MBC MBC 스포츠뉴스
- MBC MBC 1분뉴스
- MBC 제18회 전주대사습놀이 전국대회
- MBC 제19회 전주대사습놀이 전국대회
- MBC 건강하게 삽시다
- MBC 고향은 지금
- MBC 아시아가 뛰고있다
- MBC 나홀로 세계여행
- MBC 동계 유니버시아드 대회
- MBC 전국 체전
- MBC 해야 솟아라
- MBC 오늘
- MBC 실업의 고통 함께 나눕시다
- MBC 국악초대석
- MBC 늘 푸른 인생
- MBC 고맙습니다 작은도서관
- MBC MBC 저녁 630 뉴스
- MBC MBC 뉴스
- MBC MBC 뉴스 24

## 라디오

### 표준FM
- MBC 표준FM MBC 아침종합뉴스
- MBC 표준FM MBC 정시 뉴스
- MBC 표준FM MBC 정오뉴스
- MBC 표준FM MBC 라디오 뉴스데스크